# 三仓镇 (陇南市)
三仓镇，原为三仓乡，是中华人民共和国甘肃省陇南市武都区下辖的一个乡镇级行政单位。2018年3月撤乡设镇。区划代码改为621202125。

## 行政区划
三仓镇下辖以下地区：
何家坝村、罗车寺村、沟口坝村、成坝村、李家坝村、罗家山村、寺沟村、闹院村、坪头村、水沟村、玉才村、代洛山村、安家山村、马吉山村、核桃庄村、楼子沟村、草河坝村和大石村。